# Función zeta de Ihara
La función zeta de Ihara tiene similitudes con la función zeta de Selberg, y es utilizada para relacionar el espectro de la matriz de adyacencia de un gráfico {\displaystyle G} a su característica de Euler. 

## Definición
La función zeta de Ihara fue inicialmente definida por una fórmula análoga al producto de Euler para la función zeta de Riemann:
{\displaystyle \zeta _{G}(u)^{-1}=\prod _{\mathrm {primos\ p} }(1-u^{d_{p}})}
Este producto se realiza sobre todos los pasos primos p del gráfico G, y {\displaystyle d_{p}} es la longitud del paso primo p. 
Posteriormente fue demostrado que esta función zeta es en realidad siempre la recíproca de un polinomio, y que una fórmula para esta función zeta es 
{\displaystyle \zeta _{G}(u)={\frac {1}{\det(I-Tu)}}}
donde T es el operador de borde de adyacencia de Hashimoto.

## Aplicaciones
La función zeta de Ihara desempeña un rol importante en el estudio de los grupos libres, teoría gráfica espectral, y sistemas dinámicos, especialmente dinámica simbólica.